# 토니 와인
토니 와인(영어: Toni Wine, 1947년 6월 4일 ~ )는 1960년대 후반과 1970년대에 "The Mindbenders" ("Groovy Kind of Love"), 토니 올랜도와 던 ("Candida"), 그리고 체크메이트 ("Black Pearl")와 같은 아티스트들을 위해 곡을 쓴 미국의 팝송라이터이다. 와인은 또한 만화 음악 그룹 아치스의 여성 보컬을 불렀는데, 가장 유명한 것은 그들의 1위 히트곡 "Sugar, Sugar" ("I'll make your life so sweet"라는 대사를 부르는 것)이다. 그녀는 아치스의 후속 싱글인 "Jingle Jangle"에서 그의 가성 목소리를 사용하여 론 단테와 리드 보컬을 공유했다. 게다가, 와인은 "It Hurts to Be in Love" (원래 닐 세다카가 RCA로 옮긴 후 진 피트니의 보컬로 대체된)와 윌리 넬슨의 "Always On My Mind"에서 백 보컬을 맡았다.